# With the Beatles
"With the Beatles" је други студијски албум британске групе "Битлси". Објављен је 22. новембра 1963. године у Уједињеном Краљевству и Европи, а у САД (баш као што је био случај са претходним албумом) у нешто измењеном и допуњеном формату под називом "The Beatles` Second Album" 20. јануара наредне године.

## Концепт
Овај албум се, опште узев, прихвата као природан наставак групиног стваралаштва током рада на албуму "Please, Please Me" и неколицини синглова. Мада се ту налази још неколико песама других аутора, већину је написао ауторски тандем Ленон/Макартни (сада написан тим редоследом, за разлику од претходног албума), уз прву Харисонову песму- "Don`t Bother Me". Харисон је такође и главни вокал у песми Чака Берија- "Roll Over Beethoven".

## Студијски рад
За разлику од претходног албума где је велика већина песама снимљена за 12 сати, овај албум је сниман пуна три месеца- од јуна до септембра 1963. године. Инструментал је махом био исти као и на претходном албуму, изузев што у песми "You Really Got a Hold On Me" 
продуцент Џорџ Мартин свира клавир.

## Успех
У Великој Британији, албум у целости је заузео прво место по продаваности, што је уједно био и први пут да неки албум "Битлса" заузме почасну позицију, што ће у наредном периоду постати пракса. Поред тога, у САД су синглови "Roll Over Beethoven" и "All My Lovings" ушли у првих сто песама.

## Нумере
Све нумере су написали Џон Ленон и Пол Макартни, изузев где је назначено.

### Страна А
1. "It Won't Be Long" – 2:13
2. "All I've Got to Do" – 2:04
3. "All My Loving" – 2:09
4. "Don't Bother Me" (Џорџ Харисон) – 2:29
5. "Little Child" – 1:48
6. "Till There Was You" (Мередит Вилсон) – 2:16
7. 2Please Mr. Postman" (Џорџија Добинс, Вилијам Гарет, Фреди Гормен, Брајан Холенд, Роберт Бејтмен) – 2:36

### Страна Б
1. "Roll Over Beethoven" (Чак Бери) – 2:47
2. "Hold Me Tight" – 2:32
3. "You Really Got a Hold on Me" (Смоки Робинсон) – 3:02
4. "I Wanna Be Your Man" – 1:59
5. "Devil in Her Heart" (Ричард П. Дрепкин) – 2:27
6. "Not a Second Time" – 2:08
7. "Money (That's What I Want)" (Џејни Бредфорд, Бери Горди) – 2:47